# Tratado de Amistad China-Rusia de 2001

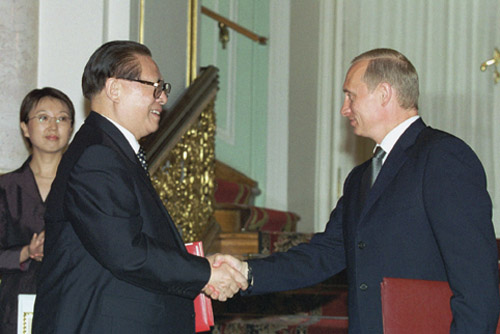
Jiang Zemin y Vladímir Putin después de haber firmado el FCT

El Tratado de Buena Vecindad y Cooperación Amistosa entre la República Popular China y la Federación Rusa (FCT) es un acuerdo estratégico que fue firmado por los líderes de las dos potencias internacionales, Jiang Zemin y Vladímir Putin, el 16 de julio de 2001.

## Visión general
El tratado bosqueja los grandes rasgos que han de servir de base para unas relaciones pacíficas, cooperación económica, así como dependencia diplomática y geopolítica. Controversialmente, el Artículo 9 del tratado puede ser visto como un pacto de defensa, y otros artículos (A7 y A16) apuntan a incrementar la cooperación militar, incluyendo el compartir "know-how militar" (A16), es decir, acceso chino a tecnología militar rusa.
El tratado también comprende un enfoque de cooperación mutua en tecnología ambiental, regulaciones y conservación de la energía; además de sinergias en sus mercados financieros y comercio. El documento afirma la posición rusa sobre el Taiwán como "una parte inalienable de China" (A5), y destaca el compromiso de asegurar la "unidad nacional y la integridad territorial" en los dos países (A4).

## Beneficios
Los analistas han atribuido motivos subyacentes, y percibido mutuos beneficios del FCT por diversos factores. 

### China
- China desarrolló y modernizó sus fuerzas armadas, gran parte  de la cual estaba obsoleta. Este proceso puede ser acelerado con el entrenamiento militar ruso y su tecnología.

- China desea obtener un nivel estable consistente y financiable de embarques de combustibles, especialmente petróleo. Este objetivo puede ser mejor satisfecho con compras y despachos de petróleo ruso, incluyendo la construcción de un Óleoducto transiberiano.

- China desea obtener apoyo para su postura sobre Taiwán.

### Rusia
- Rusia se empecina en obtener recursos de capital, de los cuales tiene necesidad como consecuencia de las severas pérdidas ante especuladores internacionales durante el proceso de disolución soviética. Este esfuerzo puede ser complementado significativamente a través del uso de capital chino. Concordantemente:
  - Rusia desea encontrar fuentes de empleo para su fuerza calificada.
  - Rusia desea vender su tecnología militar y experiencia.
  - Rusia desea vender sus grandes reservas de petróleo y gas natural.

### Temor de la globalización de Estados Unidos
Tanto la RPC como Rusia temen la penetración de los Estados Unidos (especialmente con posterioridad a la fortalecida posición geopolítica que siguió a los ataques del 11 de septiembre de 2001) involucrando áreas que ellos consideraban como pertenecientes a sus respectivas esferas de influencias e intereses nacionales: para la RPC, esto mayoritariamente involucra el estatus político de la República de China, sirviendo como un estado cliente de los Estados Unidos, mientras que para Rusia involucra el tener varias Repúblicas Soviéticas como estados clientes de Estados Unidos. Algunos de estos países no tienen fronteras con ninguno de los dos, sin embargo los países bálticos, Bielorrusia, Ucrania, Georgia, y Azerbaiyán limtan con Rusia; Kirguistán y Tayikistán limitan con la RPC; mientras que Kazajistán y Mongolia tienen frontera con ambos.

### Competencia económica con los Estados Unidos, Japón y la Comunidad Europea
Estados Unidos, Japón y la Unión Europea son tres potencias económicas que poseen una fuerza laboral cualificada y acceso al capital. Rusia y la RPC pueden competir más efectivamente contra estas potencias en el mundo económico, con el proporcionamiento de capital chino a Rusia y con el acceso a la tecnología y capacitación rusa a China.